# Karnyothrips texensis
Karnyothrips texensis är en insektsart som först beskrevs av Ian A. Hood 1940.  Karnyothrips texensis ingår i släktet Karnyothrips och familjen rörtripsar. Inga underarter finns listade i Catalogue of Life.